# Focke-Wulf Fw 190 B und C
Die Focke-Wulf Fw 190 B und C waren aus der Fw 190 A abgeleitete Prototypen eines geplanten Höhenjagdflugzeuges.

## Fw 190 B
Schon früh in der Entwicklung und Erprobung der Fw 190 A zeichnete sich ab, dass der BMW 801 bei insgesamt ausgezeichneten Leistungen einen starken Leistungsabfall in Höhen über 6000 Meter verzeichnete. Der damit verbundene Einbruch der Flugleistungen in großen Höhen machte sich spätestens ab dem zweiten Halbjahr 1942 zunehmend bemerkbar, als in den Luftkämpfen immer größere Einsatzhöhen erreicht werden mussten. Diese Entwicklung gab den Anstoß zur Entwicklung der Fw 190 B, die mit einem turbogeladenen BMW 801 sowie einer vergrößerten Spannweite über eine verbesserte Höhenleistung verfügen sollte. Vorarbeiten zu diesem Projekt waren zum Teil mit der Fw 190 A-3/U7 bereits erbracht worden, für die man einen Flügel mit größerer Spannweite entwickelt hatte (12,3 m). Da der BMW 801 ursprünglich nicht für den Einsatz in einem Jagdflugzeug entwickelt worden war, verfügte er auch nicht über einen Lader, dessen Leistungsfähigkeit in größeren Höhen mit jenem z. B. des V-Motors DB 605 vergleichbar war, der der Messerschmitt Bf 109 gegenüber der Fw 190 A eine deutlich bessere Höhenleistung verlieh. Versuche, die Ansaughutzen bei den Versuchsmustern Fw 190 A-3/U7 nach außen zu verlegen, wo ein besserer Staueffekt der Luft gegeben war, verliefen zwar zufriedenstellend, wurden jedoch in nur geringen Stückzahlen als Umrüstsätze an die Fronteinheiten am Ärmelkanal ausgeliefert.
Für die B-Baureihe der Fw 190 war ursprünglich der BMW 801 J als Antrieb geplant. Von diesem einzigen deutschen Flugzeugmotor mit Abgasturbolader, der zumindest in kleiner Serie gebaut wurde, entstanden jedoch nur 310 Einheiten, die zum Beispiel in den V-Mustern der Junkers Ju 388 eingebaut wurden (die deutschen Flugzeugmotoren, die in Serie gebaut wurden, verfügten ansonsten ausnahmslos über mechanische Lader, die direkt vom Motor angetrieben wurden und mit diesem durch eine eigene Kupplung verbunden waren). So entstanden insgesamt nur fünf Musterflugzeuge B-0 und B-1, von denen drei mit einer Druckkabine ausgestattet waren. Auch die mit speziellen Höhenladern ausgestatteten Versionen des BMW 801 erlangten während des Krieges nicht rechtzeitig Serienreife, so dass die geplante Höhenversion Fw 190 B nicht realisiert werden konnte.

## Fw 190 C
Die Fw-190-C-Reihe (Höhenjäger 2) sollte ebenfalls zu einem höhentauglichen Jäger führen, nun jedoch unter Verwendung des leistungsfähigen Daimler-Benz-DB-603-Motors. Dieser hubraumstarke (44,5 l) hängende 12-Zylinder-V-Motor mit Zentrifugallader basierte technologisch auf dem DB 601. Der Motor gehörte der 2000-PS-Klasse an und behielt – ähnlich wie der DB 605 – seine Leistungsfähigkeit auch in größeren Höhen besser bei als der BMW 801. Die ersten Versuchsmuster V13, V15, V16 und V18 wurden ausschließlich zur Motorenerprobung herangezogen. Anfang März 1942 ging die V13 (W. Nr. 0036, SK+JS) mit einem DB-603-A-0-Motor in die Flugerprobung. Der Motor wurde – wie der Jumo 213 der später folgenden Variante D-9 auch – mit einem Ringkühler versehen, der der Maschine das Aussehen einer von einem Sternmotor angetriebenen Maschine verlieh. Auf diese Weise war es möglich, den V-Motor mit vertretbarem konstruktivem Aufwand an die Zelle der Fw 190 zu adaptieren. Zusätzlich zum Ringkühler, dessen Luftdurchfluss durch bewegliche Kühlklappen geregelt werden konnte, verfügten die Versuchsmuster über einen Ölkühler unterhalb des Motors, der zu diesem Zeitpunkt noch nicht in den Ringkühler integriert werden konnte.

### Fw 190 V13, V15 und V16

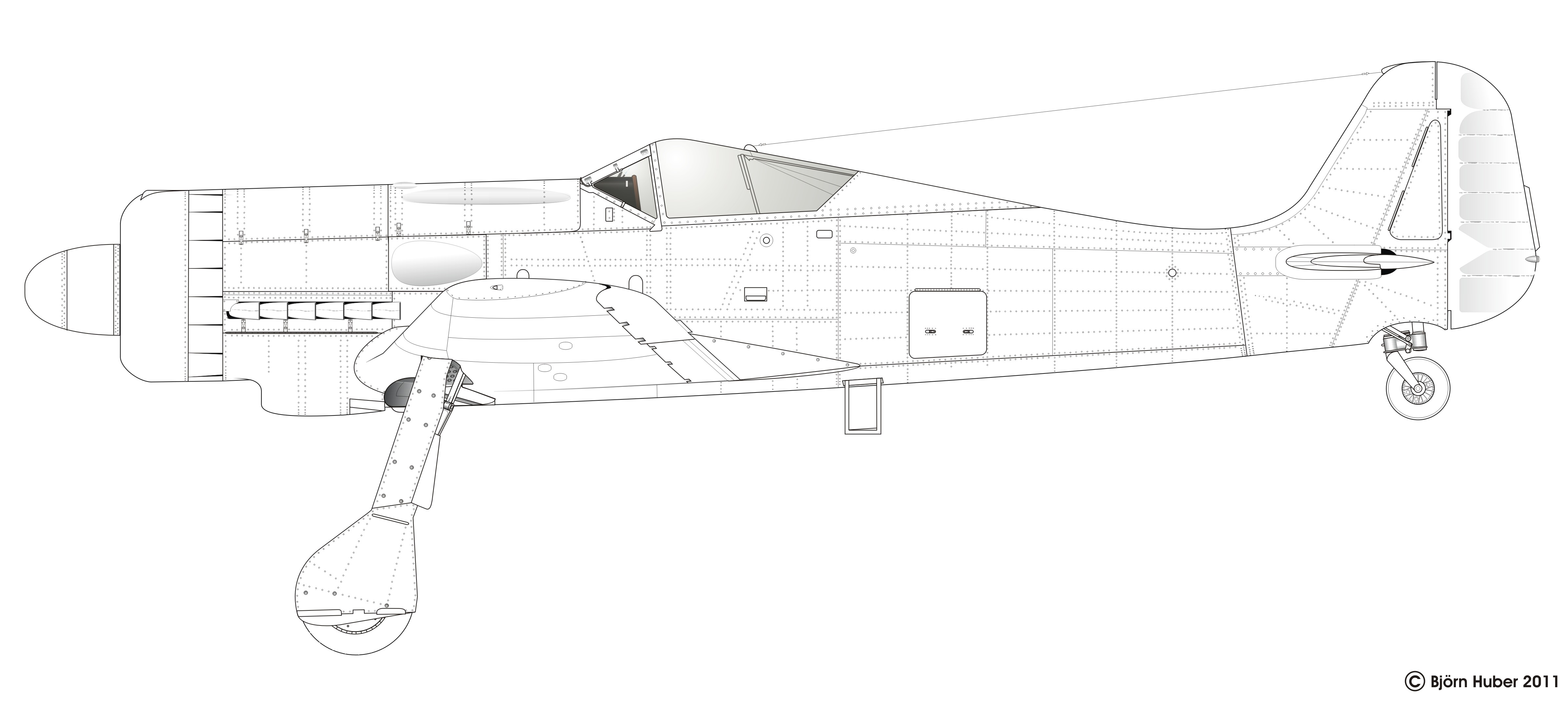
Seitenansicht der Fw 190 V13. Die Maschine verfügte über eine firmenintern „Ofenrohr“ genannte Konstruktion, bei der die Laderluft am Bug zwischen zwei Segmenten des Ringkühlers aufgenommen und durch ein langes Rohr unter der Motorverkleidung dem mechanischen Lader des DB-603-Motors zugeführt wurde (erkennbar an der beulenförmigen Verkleidung an der Stelle der Laderhutze bei der V15 und V16). Diese Konstruktion, von der man sich eine bessere Aerodynamik als von einer außenliegenden Ansaughutze versprach, bewährte sich jedoch aufgrund ihres geringen Staueffektes nicht

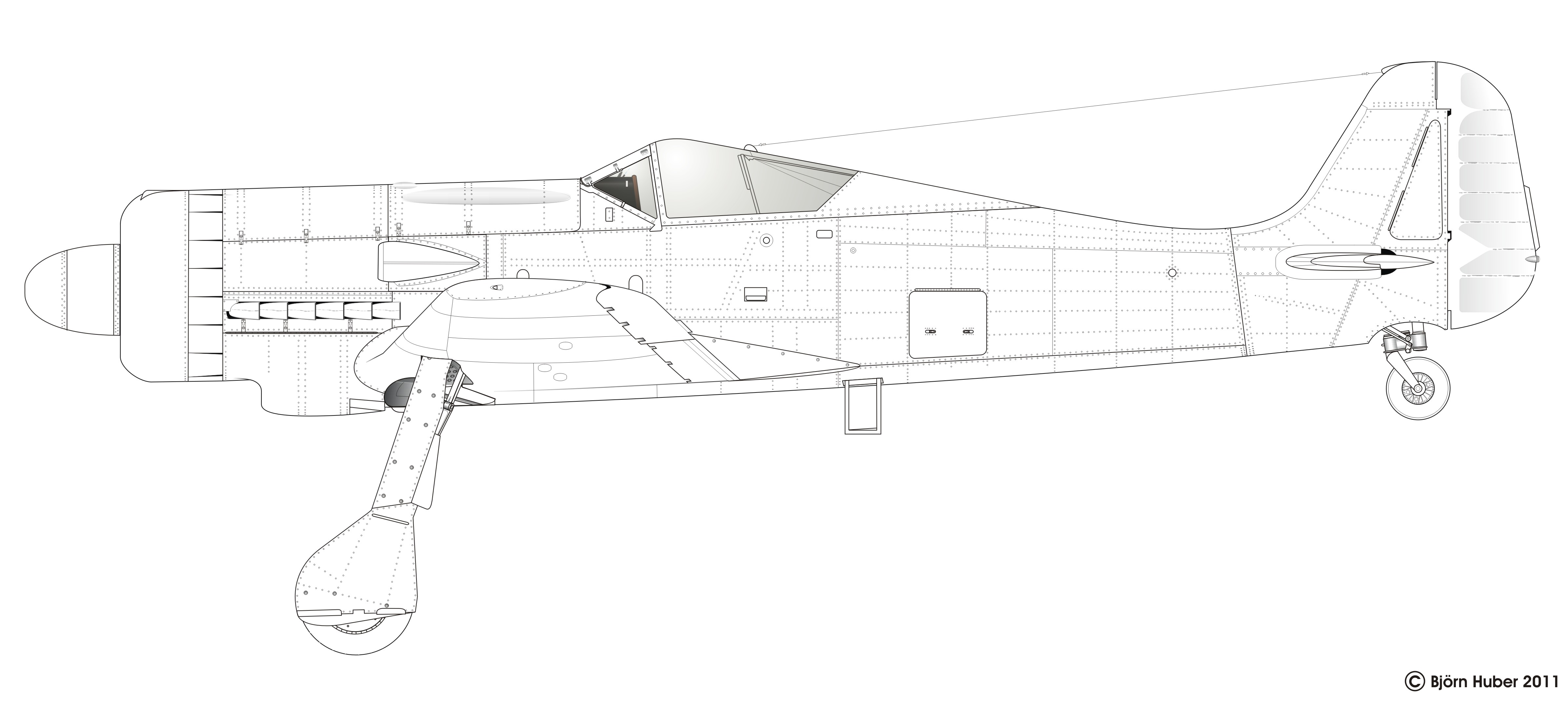
Seitenansicht der Fw 190 V15, die mit einer außen liegenden Ansaughutze für die Laderluft ausgestattet wurde

Die V13, V15 und V16 wurden ohne jede Bewaffnung getestet, obwohl in der Verkleidung des Ringkühlers bereits Schusskanäle vorhanden waren. Um die Aerodynamik der Maschinen besonders effizient zu gestalten, entschied sich Focke-Wulf, bei der V13 die Laderluft für den Motor nicht wie bei der Bf 109 durch eine Hutze an der Rumpfseite, sondern wie bei den sternmotorgetriebenen Varianten der Fw 190 innerhalb der Motorverkleidung zu entnehmen. Zu diesem Zweck führte ein langes Rohr (intern das „Ofenrohr“ genannt) vom Ringkühler, wo es zwischen zwei Kühlersegmenten herausragend die Laderluft aufnahm, durch den Motorraum zum Zentrifugallader, der sich links hinten am Motor befand. In den Flugversuchen befriedigte diese Lösung jedoch nicht, da sie die Höhenleistung zu stark beeinträchtigte (so lag die Volldruckhöhe des Motors mit dem innen liegenden Ansaugrohr 1500 m unterhalb der Volldruckhöhe mit außenliegender Ansaughutze) und zudem der Ölkühler zu wenig Platz hatte und daher nicht groß genug ausgelegt werden konnte. Als sich in der Erprobung der V15 und V16 zeigte, dass die außen liegende Ansaughutze trotz des zusätzlichen Widerstandes keine negativen Auswirkungen auf die Spitzengeschwindigkeit hatte, wurde die Lösung mit der innen liegenden Ansaugung der Laderluft aufgegeben.
Die mit den Prototypen in der Erprobung erflogenen Leistungen zeigten gegenüber den Sternmotorvarianten der Fw 190 deutliche Verbesserungen, insbesondere in größeren Höhen. Die V13 erzielte bereits am 9. April 1942 in 500 m Höhe eine Geschwindigkeit von 500 km/h. Am 18. April erreichte dieselbe Maschine bei Kampfleistung und einer Umdrehungszahl von n = 2500/min in 5950 m Höhe eine Geschwindigkeit von 650 km/h. Etwas später konnte dieser Wert bei dem 13. Flug durch Cheftestpilot Hans Sander auf 663 km/h verbessert werden.
Als die Maschine Ende April 1942 zur technischen Erprobung nach Rechlin überführt wurde, zeigte sich dort, dass sich die Flugeigenschaften der V13 kaum von denen der sternmotorgetriebenen Versionen der Fw 190 unterschieden. Durch den längeren Rumpf ergaben sich lediglich größere Schiebewinkel bei nicht korrekt eingesetztem Seitenruder, bedingt durch eine geringere Stabilität um die Hochachse. Trotz des weit ausladenden V-Motors waren die Sichtbedingungen im Landeanflug aufgrund der höheren Sinkgeschwindigkeit und des damit verbundenen steileren Anflugwinkels bei der V13 im Vergleich zu den sternmotorgetriebenen Versionen nicht schlechter.
Am 30. Juli 1942 wurde die V13 auf ihrem 35. Flug nach einem Motorschaden bei der folgenden Notlandung so schwer beschädigt, dass die Maschine aufgegeben wurde. Die weitere Flugerprobung fand nunmehr mit der V15 (W. Nr. 0037, CF+OV) statt, die von Anfang an mit einer außenliegenden Ansaughutze für die Laderluft ausgestattet wurde. Mit dieser Konstruktion zeigte die V15 bei der Erprobungsstelle Rechlin (wo die Maschine am 19. Mai 1942 eintraf) deutlich bessere Flugleistungen als die V13. So lag die Höchstgeschwindigkeit der V15 mit Kampfleistung (für den Antrieb sorgte wieder ein DB 603 A-0) in 6950 m Höhe bei 696 km/h, während in einer Höhe von 400 m eine maximale Geschwindigkeit von 575 km/h erflogen werden konnte. Die Maschine wies bei diesen Flügen ein Startgewicht won 3607 kg auf, davon entfielen 27 kg auf Ballastgewichte. Die Maschine war zudem verspachtelt und poliert, um eine möglichst glatte und windschlüpfige Oberfläche zu erzielen. Eine weitere Geschwindigkeitserhöhung wäre nach Ansicht von Focke-Wulf durch die Umrüstung der Maschine auf eine enger geschnittene Triebwerksverkleidung möglich gewesen. Die V15 wurde noch bis zum Kriegsende für verschiedene Erprobungen genutzt und am 18. April 1945 von amerikanischen Truppen in Göttingen in gutem Zustand erbeutet.
Die V16 (W. Nr. 0038, CF+OW) machte zwar im Sommer 1942 ihren Erstflug, über die Erprobung der Maschine bei Focke-Wulf ist jedoch wenig bekannt. Am 2. August 1942 wurde sie für weitere Motorentwicklungen an Daimler-Benz in Stuttgart-Echterdingen abgegeben, wo in ausgiebigen Flugtests sehr ähnliche Flugleistungen wie in Rechlin erflogen wurden. So erreichte die V16 mit dem DB 603 A mit Normallader bei Notleistung (n = 2700/min) in 7000 m Höhe eine maximale Geschwindigkeit von 724 km/h. Nach der Einrüstung des neuen G-Laders durch Daimler-Benz (die Motorbezeichnung änderte sich dadurch in DB 603 G) erzielte die Maschine in 9000 m Höhe eine Geschwindigkeit von 722 km/h. Die Steigleistung der V16 lag in Bodennähe bei rund 17,5 m/s, ein Wert, der bis zu einer Höhe von etwa 4,5 km konstant gehalten werden konnte. Vergleiche mit dem später in die Fw-190-D-Serie eingebauten Junkers Jumo 213 zeigten zudem, dass der DB 603 der Fw 190 am Boden eine konstantere Steigfähigkeit verlieh, da er seine Leistung im niedrigen Höhenband besser beibehielt.
Die V16 wurde am 14. August 1944 bei einem Bombenangriff auf Echterdingen schwer beschädigt. Ob sie danach wieder aufgebaut und für weitere Tests verwendet wurde, ist nicht ganz klar, jedoch existiert ein Vermerk vom Dezember 1944 über die Maschine in den Unterlagen von Daimler-Benz, der sie als umgebaut im Bestand führt.

### Fw 190 V18/U1 – Versuche mit Turboladern

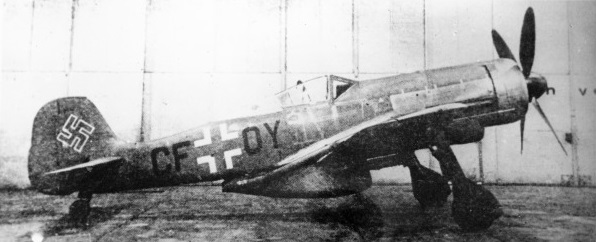
Fw 190 V18

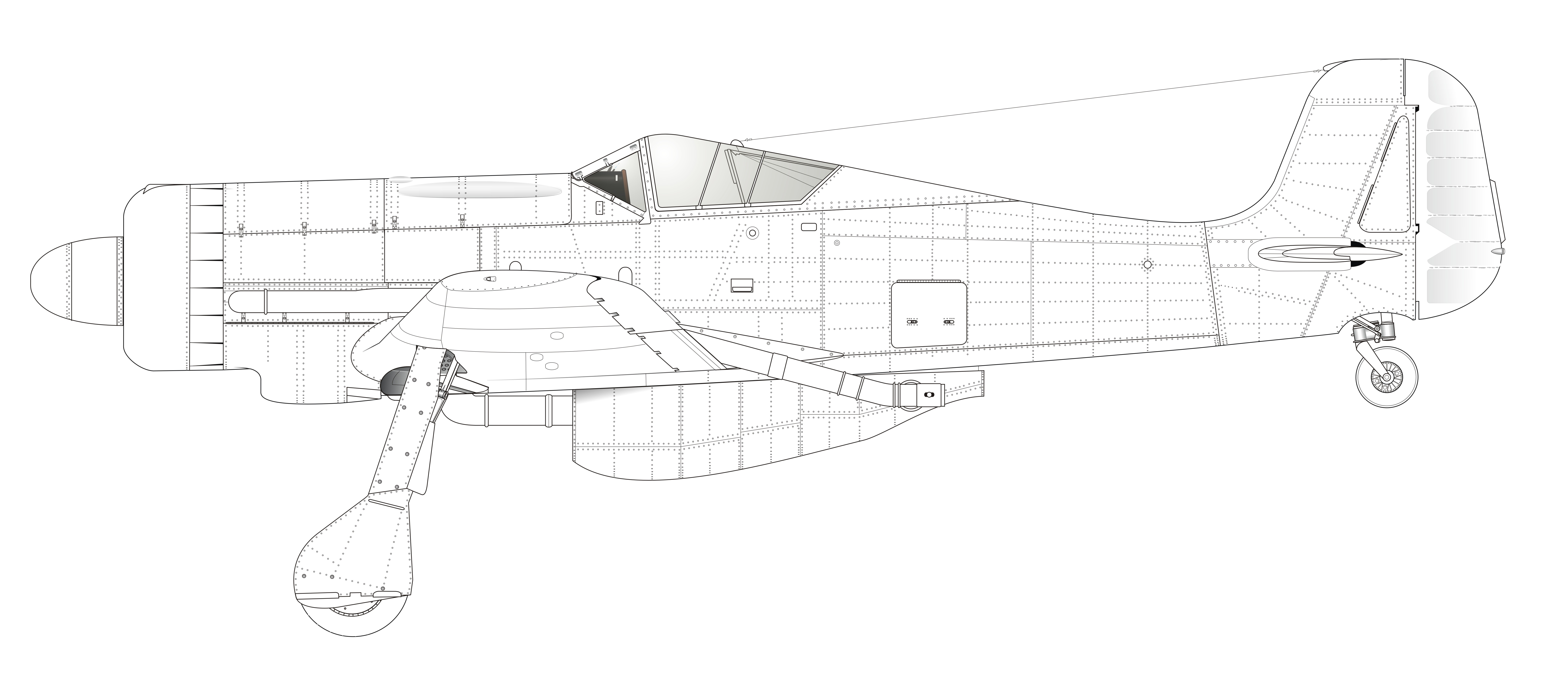
Seitenansicht der Fw 190 V18/U1 mit Hirth-Abgasturbolader, dessen großer Luftwiderstand die zusätzliche Motorleistung in großen Höhen praktisch unwirksam machte

Der nächste Prototyp der Fw 190 C-Serie war die V18 (W. Nr. 0040, CF+OY), nachdem die V17 (W. Nr. 0039, CF+OW) nach einer Entscheidung des Generalluftzeugmeisters Milch für die Erprobung des Junkers-Jumo-213-Motors abgezogen worden war. Die V18 war der erste Prototyp, der im Laufe der Zeit mit verschiedenen für die Höhenjägervariante der C-Serie geplanten Ausrüstungen wie eine Druckkabine, verlängerte Tragflächen, einen DB-603-G-Motor und einen Vierblattpropeller ausgestattet wurde. Die Maschine wurde im Umrüstungszustand V18/U1 zusätzlich mit einem Hirth-9-2281-Abgasturbolader unter dem hinteren Rumpf ausgestattet. Um diesen und andere Abgasturbolader zu testen, wurden nach der V18 noch die Prototypen V29, V30, V32 und V33 gebaut, die alle dem Umrüstzustand der V18/U1 entsprachen.
Die von den Testpiloten mit dem Spitznamen „Känguru“ belegte V18/U1 verfügte durch den Turbolader mit einem DB-603-A-Motor über eine Leistung von 1600 PS in einer Höhe von 10.700 m. Um die Richtungsstabilität trotz des Lufteinlasses unterhalb des Rumpfes beizubehalten, verfügte die V18/U1 über ein stark verbreitertes Seitenleitwerk, das noch breiter war als das der späteren D-Variante der Fw 190 (und später für die Ta 152 übernommen werden sollte). Die Motorabgase wurden von den Auspuffstutzen durch lange Rohre über die Tragflächenwurzeln zum Turbolader geleitet, von dem die komprimierte Laderluft zurück zum Motor geführt wurde. Diese komplexe Anordnung, die – im Gegensatz zum Beispiel zur amerikanischen Republic P-47 Thunderbolt – aus Platzgründen nicht vollständig im Rumpf untergebrachte werden konnte, verursachte zusammen mit dem voluminösen Lufteinlauf unter dem Rumpf einen hohen zusätzlichen Widerstand. Dadurch und bedingt durch das Gewicht der Anlage zeigte die Maschine in der Erprobung keine Mehrleistung, die den zusätzlichen Bauaufwand für eine Serie gerechtfertigt hätte.
Andererseits war die Erprobung der Prototypen V13, V15 und V16 so erfolgreich, dass der Serienbau der Untervarianten Fw 190 C-1 und C-2 bereits geplant wurde. Während die C-1 ohne Druckkabine ausgelegt war, sollte die C-2 als echter Höhenjäger mit einer solchen ausgestattet werden. Beide Versionen sollten mit zwei gesteuert durch den Propellerkreis schießenden 13-mm-MG 131 oberhalb des Motors sowie mit zwei ebenfalls durch den Propellerkreis schießenden MG 151/20 E in den Flügelwurzeln ausgestattet werden. Darüber hinaus war durch die Verwendung des V-Motors die Montage einer Motorkanone möglich, entweder eines 20-mm-MG 151/20, einer 30-mm-MK 108 oder einer 30-mm-MK 103. Da zusätzlich die Möglichkeit gegeben war, in den äußeren Flügeln zwei 20-mm-MG 151/20 zu installieren, hätte die Möglichkeit einer extrem schweren Bewaffnung bestanden, die die Fw 190 C zur Bekämpfung schwerer Bomber befähigt hätte.
Der Lieferplan LC 21 vom Dezember 1942 sah die Serienfertigung von 727 Maschinen der C-Serie zwischen März 1943 und März 1944 vor. Aus heute nicht mehr vollständig nachvollziehbaren Gründen fand dieses Vorhaben an entscheidenden Stellen im RLM jedoch keine Unterstützung und die C-Serie der Fw 190 wurde in der Folge Anfang 1943 abgesetzt und letztendlich nie realisiert.